# Christian Ulrich

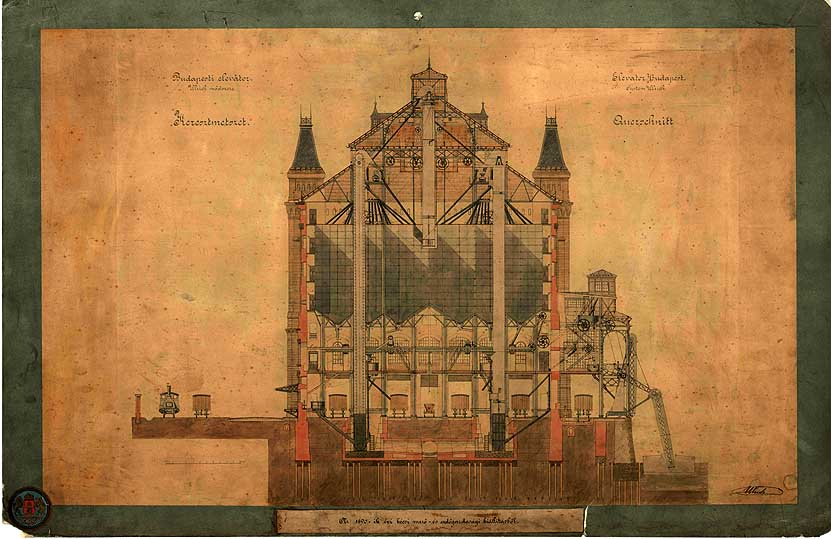
Doorsnede van de graanelevator van Boedapest, 1880

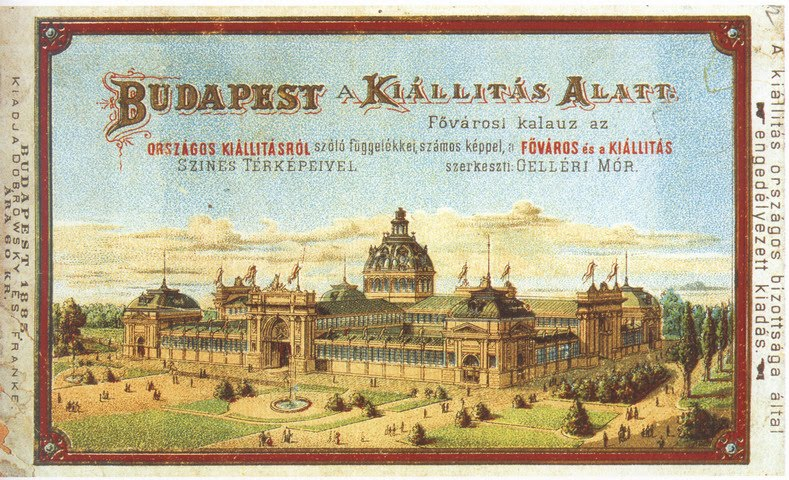
De Industriehal op een tentoonstellingsbrochure uit 1885

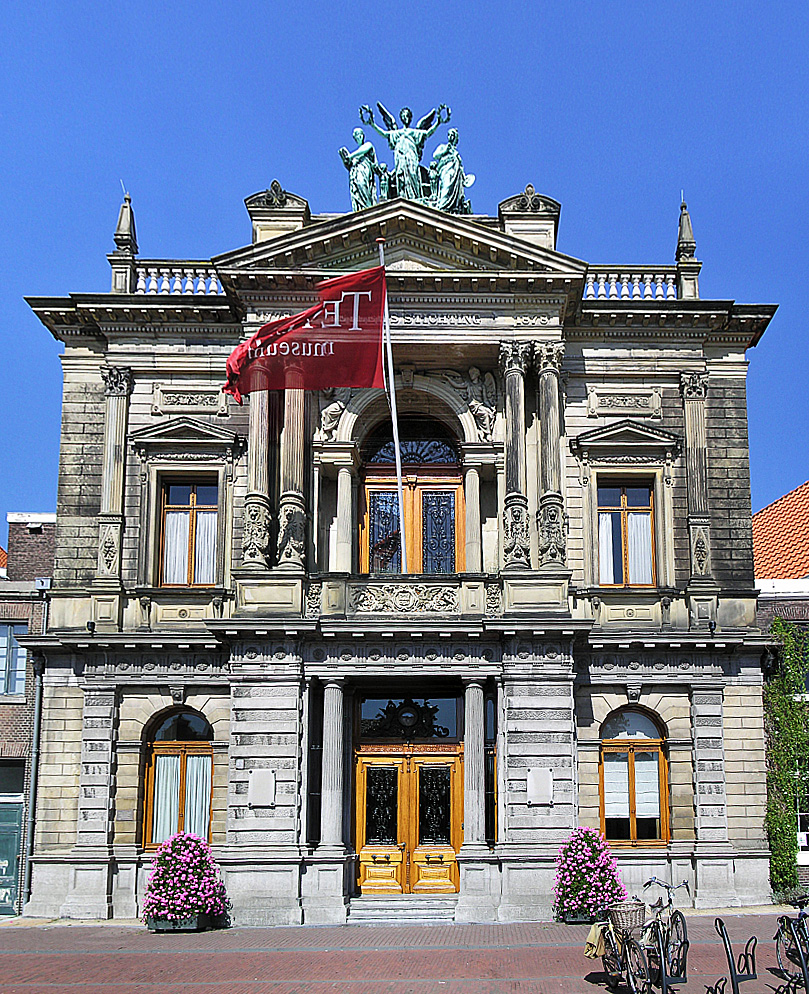
De voorgevel van het Teylers Museum

Christian Ulrich (Wenen, 27 april 1836 – aldaar, 22 januari 1909) was een Oostenrijks-Hongaars architect. 
Ulrich was de zoon van een spiegelfabrikant. Hij volgde zijn opleiding aan het Polytechnikum Karlsruhe en de Weense Kunstacademie. Als architect werkte hij aanvankelijk samen met Duits-Oostenrijkse architect Wilhelm von Flattich.
In 1879 ontwierp Ulrich voor het Haarlemse Teylers Museum een nieuwe voorgevel aan het Spaarne en een entreehal met lichtkoepel.
Ulrich maakte naam met de grote graanelevator van Boedapest, waarmee hij in 1880 een prijsvraag won en die in 1883 werd voltooid. Hij vestigde zich vervolgens in de Hongaarse hoofdstad, waar hij meedong naar de opdracht voor het parlementsgebouw (1883, geen prijs) en tekende voor de Industriehal (Iparcsarnok) in het Stadspark, die werd gebouwd voor de Nationale Algemene Tentoonstelling van 1885. 
Zowel de Industriehal als de graanelevator werden in de Tweede Wereldoorlog ernstig beschadigd: in 1947 respectievelijk 1948 werden ze afgebroken. Behouden bleef in Boedapest wel het Zoutkantoor (Sóház, 1896), een van de gebouwen die de Hongaarse Disconto- en Wisselbank (Magyar Leszámítoló és Pénzváltó Bank) voor handelsdoeleinden liet bouwen. Het is tegenwoordig in gebruik bij de Corvinus-universiteit.
In de jaren 1890 keerde Ulrich, die inmiddels Hongaars staatsburger was, terug naar Wenen, waar hij samen met Rudolf Dick het paleis voor de Wiener Kaufmännischer Verein (1892-93) bouwde, waarin thans de bioscoop Metro Kino is gevestigd. 
Tussen 1896 en 1907 bekleedde Ulrich de leerstoel Utiliteitsbouw aan de Technische Hogeschool van Wenen. Van deze instelling was hij van 1899 tot 1900 rector. 
- Gemeinsame Normdatei: 1072708892
- Virtual International Authority File: 316740015